# Elecciones presidenciales de Guinea de 2020
Las elecciones presidenciales se celebraron en Guinea el 18 de octubre de 2020. El presidente en ejercicio , Alpha Condé, se postulaba para un tercer mandato y fue desafiado por el ex primer ministro Cellou Dalein Diallo, así como por varios otros candidatos.

## Antecedentes
Las elecciones se llevarán a cabo utilizando el sistema de balotaje, con una segunda vuelta si ningún candidato obtiene más del 50% de los votos en la primera vuelta. La nueva constitución aprobada en un referéndum constitucional en marzo de 2020 restableció los mandatos presidenciales de forma irretroactiva, lo que permitió al presidente en ejercicio Alpha Condé postularse para un tercer mandato.
Un total de tres candidatos opositores se presentaron a las elecciones en contra de Condé: Ousmane Kaba del Partido de los Demócratas por la Esperanza, Cellou Dalein Diallo de la Unión de las Fuerzas Democráticas de Guinea y Abdoul Kabèlè Camara de la Agrupación Guineana por el Desarrollo.

## Resultados
Estimaciones preliminares concedían la victoria a Diallo, incluso sin la necesidad de una segunda vuelta. El 19 de octubre, Diallo se proclamó ganador pese a que aún no se conocían los resultados oficiales. Condé condenó estas declaraciones como «irresponsables y peligrosas».
El 24 de octubre, la comisión electoral proclamó a Alpha Condé ganador con el 59.49% de los votos. El ejército fue desplegado, para mantener la paz por los enfrentamientos posteriores a las elecciones.
|                           | Alpha Condé               | RPG                       | 2 438 815 | 59,49 |  |  |
|                           | Cellou Dalein Diallo      | UFDG                      | 1 373 320 | 33,50 |  |  |
|                           | Abdoulaye Abé Sylla       | NGR                       | 63 673    | 1,55  |  |  |
|                           | Ousmane Kaba              | PADES                     | 48 623    | 1,19  |  |  |
|                           | Ousmane Doré              | MND                       | 46 237    | 1,13  |  |  |
|                           | Makalé Camara             | FAN                       | 29 958    | 0,73  |  |  |
|                           | Makalé Traoré             | PACT                      | 29 589    | 0,72  |  |  |
|                           | Abdoul Kabèlè Camara      | RGD                       | 22 507    | 0,55  |  |  |
|                           | Abdoulaye Kourouma        | RRD                       | 19 073    | 0,47  |  |  |
|                           | Moro Mandjouf Sidibé      | AFC                       | 10 362    | 0,25  |  |  |
|                           | Laye Souleymane Diallo    | PLP                       | 9619      | 0,23  |  |  |
|                           | Bouya Konaté              | UDIR                      | 7544      | 0,18  |  |  |
|                           |                           |                           |           |       |  |  |
| Votos válidos             | Votos válidos             | Votos válidos             | 4 099 321 | 96,06 |  |  |
| Votos blancos y nulos     | Votos blancos y nulos     | Votos blancos y nulos     | 168 273   | 3,94  |  |  |
| Total                     | Total                     | Total                     | 4 267 594 | 100   |  |  |
| Abstención                | Abstención                | Abstención                | 1 142 495 | 21,12 |  |  |
| Inscritos / participación | Inscritos / participación | Inscritos / participación | 5 410 089 | 78,88 |  |  |